# Russischer Fußballpokal 2006/07
Der Russische Fußballpokal 2006/07 war die 15. Austragung des russischen Pokalwettbewerbs der Männer. Pokalsieger wurde Lokomotive Moskau. Das Team setzte sich im Finale am 27. Mai 2007 im Olympiastadion Luschniki von Moskau gegen den FK Moskau durch. Titelverteidiger ZSKA Moskau war im Achtelfinale gegen Krylja Sowetow Samara ausgeschieden.

## Modus
In der Vorrunde und den folgenden drei Runden nahmen ausschließlich Mannschaften der 2. Division 2006 teil. Dabei traten insgesamt 81 Vereine an, die in fünf Zonen (West, Zentrum, Süd, Ural-Powolschje und Ost) aufgeteilt waren. In der vierten Runde stiegen dann die 22 Zweitligisten, in der fünften Runde die 16 Erstligisten ein.
Die Spiele der ersten Runde wurden Mitte April ausgetragen, das Finale im darauffolgenden Jahr Ende Mai, sodass sich der Pokalwettbewerb über 13 Monate erstreckte. Bis zur vierten Runde und im Finale wurden die Begegnungen in einem Spiel ausgetragen. Bei unentschiedenem Ausgang wurde zur Ermittlung des Siegers eine Verlängerung gespielt. Stand danach kein Sieger fest, folgte ein Elfmeterschießen.
Von der fünften Runde bis zum Halbfinale wurden die Sieger in Hin- und Rückspiel ermittelt. Bei Torgleichstand in beiden Spielen zählte zunächst die größere Zahl der auswärts erzielten Tore; gab es auch hierbei einen Gleichstand, wurde das Rückspiel verlängert und ggf. ein Elfmeterschießen zur Entscheidung ausgetragen. Der Pokalsieger qualifizierte sich für den UEFA-Pokal.

## Teilnehmende Teams
| Premjer-Liga (16) | Premjer-Liga (16) | 1. Division (22) | 1. Division (22) |
| --- | --- | --- | --- |
| - Dynamo Moskau - Lokomotive Moskau - Spartak Moskau - Torpedo Moskau - FK Moskau - ZSKA Moskau - Amkar Perm - Krylja Sowetow Samara | - Lutsch-Energija Wladiwostok - FK Rostow - Rubin Kasan - Saturn Ramenskoje - Schinnik Jaroslawl - Spartak Naltschik - Tom Tomsk - Zenit St. Petersburg | - Anguscht Nasran - Anschi Machatschkala - Awangard Kursk - Baltika Kaliningrad - FK Chimki - Dynamo Brjansk - Dynamo Machatschkala - Fakel Woronesch - KAMAS Nabereschnyje Tschelny - Kuban Krasnodar - FK Lada Toljatti | - Maschuk-KMW Pjatigorsk - Metallurg Krasnojarsk - FK Orjol - FK Saljut-Energija Belgorod - FK Sibir Nowosibirsk - SKA-Energija Chabarowsk - Sodowik Sterlitamak - Spartak Nischni Nowgorod - Terek Grosny - Ural Jekaterinburg - Wolgar-Gasprom Astrachan |
| 2. Division (81)0000000000 | | | |
| - Alnas Almetjewsk - Amur Blagoweschtschensk - Arsenal Tula - Awtodor Wladikawkas - Baltika-2 Kaliningrad - FK Don Nowomoskowsk - Dagdisel Kaspijsk - Druschba Maikop - Dynamo Barnaul - Dynamo Kirow - Dynamo Stawropol - Dynamo Wologda - Dynamo Woronesch - FK Elista - Energetik Uren - Fortuna Mytischtschi - Gasowik Orenburg - FK Gubkin - Irtysch-1946 Omsk - FK Jelez - FK Junit Samara | - FK Krasnodar-2000 - Krylja Sowetow-SOK Dimitrowgrad - Kusbass-Dynamo Kemerewo - FK Lobnja-Alla - Lokomotive Kaluga - Lokomotive Liski - Metallurg-Kusbass Nowokusnezk - Metallurg Lipezk - Mordowija Saransk - Nara-Desna Naro-Fominsk - FK Neftechimik Nischnekamsk - FK Nika Moskau - Nosta Nowotroizk - Okean Nachodka - Olimpija Wolgograd - Petrotrest St. Petersburg - Presnja Moskau - FK Reutow - FK Rjasan-Agrokomplekt - Rotor Wolgograd | - Rubin-2 Kasan - Sarja Leninsk-Kusnezki - Saturn Jegorjewsk - FK Spartak-MSK Rjasan - Schachtjor Prokopjewsk - Scheksna Tscherepowez - Sibirjak Bratsk - FK SKA Rostow - Smena Komsomolsk am Amur - FK Smolensk - SOJUS-Gasprom Ischewsk - FC Sotschi-04 - Spartak-UGP Anapa - Spartak Kostroma - Spartak Luchowizy - Spartak Schtschjolkowo - Spartak Tambow - Spartak Wladikawkas - Sportakademklub Moskau - Sudostroitel Astrachan | - Swesda Irkutsk - Swesda Serpuchow - FK Taganrog - Tekstilschtschik-Telekom Iwanowo - Tekstilschtschik Kamyschin - FK Tjumen - Torpedo-RG Moskau - Torpedo Wladimir - Kawkastransgas-2005 Rysdwjany - Tschernomorez Noworossijsk - FK Tschita - Tschkalowez Nowosibirsk - Uralez Nischni Tagil - FK Witjas Podolsk - Wolga Nischni Nowgorod - Wolga Twer - Wolotschanin-Ratmir Wyschni Wolotschok - Zenit Pensa - Zenit-2 St. Petersburg - Zenit Tscheljabinsk |

Römische Ziffern in Klammern geben die Ligastufe an, an der die Vereine während der Saison 2006 teilnehmen.

## Vorrunde
Teilnehmer: 12 Vereine der 2. Division.
| Datum                   |                                              | Ergebnis              |                         |
| ----------------------- | -------------------------------------------- | --------------------- | ----------------------- |
| 00000000000Zone Süd     |                                              |                       |                         |
| 13.04.2006              | Spartak Wladikawkas (III)                    | 2:0                   | Dynamo Stawropol (III)  |
| 00000000000Zone Zentrum |                                              |                       |                         |
| 22.04.2006              | FK Nika Moskau (III)                         | 4:0                   | Saturn Jegorjewsk (III) |
| 22.04.2006              | FK Jelez (III)                               | 2:0                   | Dynamo Woronesch (III)  |
| 00000000000Zone West    |                                              |                       |                         |
| 29.04.2006              | Wolotschanin-Ratmir Wyschni Wolotschok (III) | 0:0 n. V. (4:2 i. E.) | Wolga Twer (III)        |
| 29.04.2006              | Scheksna Tscherepowez (III)                  | 0:2                   | Spartak Kostroma (III)  |
| 29.04.2006              | FK Smolensk (III)                            | 2:1                   | Arsenal Tula (III)      |

## 1. Runde
Teilnehmer: Die 6 Sieger der Vorrunde und 64 weitere Vereine der 2. Division.
| Datum                           |                                     | Ergebnis              |                                              |
| ------------------------------- | ----------------------------------- | --------------------- | -------------------------------------------- |
| 00000000000Zone Süd             |                                     |                       |                                              |
| 26.04.2006                      | Sudostroitel Astrachan (III)        | 1:2                   | Olimpija Wolgograd (III)                     |
| 26.04.2006                      | Spartak-UGP Anapa (III)             | 1:1 n. V. (5:4 i. E.) | Tschernomorez Noworossijsk (III)             |
| 26.04.2006                      | FC Sotschi-04 (III)                 | 0:0 n. V. (2:4 i. E.) | Druschba Maikop (III)                        |
| 26.04.2006                      | FK SKA Rostow (III)                 | 2:3                   | FK Taganrog (III)                            |
| 26.04.2006                      | Rotor Wolgograd (III)               | 3:1                   | Tekstilschtschik Kamyschin (III)             |
| 26.04.2006                      | Kawkastransgas-2005 Rysdwjany (III) | 1:1 n. V. (1:3 i. E.) | FK Krasnodar-2000 (III)                      |
| 26.04.2006                      | FK Elista (III)                     | 2:0                   | Dagdisel Kaspijsk (III)                      |
| 26.04.2006                      | Awtodor Wladikawkas (III)           | 2:4                   | Spartak Wladikawkas (III)                    |
| 00000000000Zone Ost             |                                     |                       |                                              |
| 30.04.2006                      | Sibirjak Bratsk (III)               | 0:1                   | FK Tschita (III)                             |
| 30.04.2006                      | Schachtjor Prokopjewsk (III)        | 1:0                   | Dynamo Barnaul (III)                         |
| 30.04.2006                      | Okean Nachodka (III)                | 4:3 n. V.             | Smena Komsomolsk am Amur (III)               |
| 30.04.2006                      | Kusbass-Dynamo Kemerewo (III)       | 1:2                   | Sarja Leninsk-Kusnezki (III)                 |
| 30.04.2006                      | Irtysch-1946 Omsk (III)             | 1:0                   | Tschkalowez Nowosibirsk (III)                |
| 00000000000Zone Ural-Powolschje |                                     |                       |                                              |
| 02.05.2006                      | Zenit Tscheljabinsk (III)           | 1:3 n. V.             | SOJUS-Gasprom Ischewsk (III)                 |
| 03.05.2006                      | FK Junit Samara (III)               | 0:0 n. V. (4:2 i. E.) | Gasowik Orenburg (III)                       |
| 03.05.2006                      | Wolga Nischni Nowgorod (III)        | 2:0                   | Krylja Sowetow-SOK Dimitrowgrad (III)        |
| 03.05.2006                      | FK Tjumen (III)                     | 2:0                   | Uralez Nischni Tagil (III)                   |
| 03.05.2006                      | Energetik Uren (III)                | 0:2                   | Dynamo Kirow (III)                           |
| 03.05.2006                      | Alnas Almetjewsk (III)              | 2:0                   | FK Neftechimik Nischnekamsk (III)            |
| 00000000000Zone Zentrum         |                                     |                       |                                              |
| 03.05.2006                      | Swesda Serpuchow (III)              | 2:1 n. V.             | Lokomotive Kaluga (III)                      |
| 03.05.2006                      | FK Spartak-MSK Rjasan (III)         | 3:0                   | Spartak Tambow (III)                         |
| 03.05.2006                      | Spartak Luchowizy (III)             | 2:0                   | FK Don Nowomoskowsk (III)                    |
| 03.05.2006                      | FK Rjasan-Agrokomplekt (III)        | 2:0 n. V.             | FK Nika Moskau (III)                         |
| 03.05.2006                      | Mordowija Saransk (III)             | 2:1 n. V.             | Zenit Pensa (III)                            |
| 03.05.2006                      | Metallurg Lipezk (III)              | 3:0                   | FK Jelez (III)                               |
| 03.05.2006                      | Lokomotive Liski (III)              | 3:1                   | FK Gubkin (III)                              |
| 03.05.2006                      | FK Lobnja-Alla (III)                | 2:1                   | FK Witjas Podolsk (III)                      |
| 00000000000Zone West            |                                     |                       |                                              |
| 18.05.2006                      | Zenit-2 St. Petersburg (III)        | 0:0 n. V. (4:2 i. E.) | Baltika-2 Kaliningrad (III)                  |
| 18.05.2006                      | Sportakademklub Moskau (III)        | 1:1 n. V. (7:6 i. E.) | Spartak Schtschjolkowo (III)                 |
| 18.05.2006                      | Spartak Kostroma (III)              | 2:3                   | Dynamo Wologda (III)                         |
| 18.05.2006                      | Petrotrest St. Petersburg (III)     | 0:2                   | Wolotschanin-Ratmir Wyschni Wolotschok (III) |
| 18.05.2006                      | Nara-Desna Naro-Fominsk (III)       | 2:0                   | Tekstilschtschik-Telekom Iwanowo (III)       |
| 18.05.2006                      | Fortuna Mytischtschi (III)          | 2:1                   | Torpedo-RG Moskau (III)                      |
| 18.05.2006                      | FK Reutow (III)                     | 2:0                   | Presnja Moskau (III)                         |
| 18.05.2006                      | Torpedo Wladimir (III)              | 3:0                   | FK Smolensk (III)                            |

## 2. Runde
Teilnehmer: Die 35 Sieger der ersten Runde und 5 weitere Vereine der 2. Division.
| Datum                           |                                              | Ergebnis              |                                     |
| ------------------------------- | -------------------------------------------- | --------------------- | ----------------------------------- |
| 00000000000Zone Süd             |                                              |                       |                                     |
| 10.05.2006                      | Spartak Wladikawkas (III)                    | 3:0                   | FK Elista (III)                     |
| 10.05.2006                      | Olimpija Wolgograd (III)                     | 2:1                   | Rotor Wolgograd (III)               |
| 10.05.2006                      | FK Taganrog (III)                            | 0:1                   | FK Krasnodar-2000 (III)             |
| 10.05.2006                      | Druschba Maikop (III)                        | 2:2 n. V. (0:2 i. E.) | Spartak-UGP Anapa (III)             |
| 00000000000Zone Ost             |                                              |                       |                                     |
| 11.05.2006                      | Sarja Leninsk-Kusnezki (III)                 | 0:1                   | Metallurg-Kusbass Nowokusnezk (III) |
| 11.05.2006                      | Schachtjor Prokopjewsk (III)                 | 1:2 n. V.             | Irtysch-1946 Omsk (III)             |
| 11.05.2006                      | FK Tschita (III)                             | 1:0                   | Swesda Irkutsk (III)                |
| 11.05.2006                      | Amur Blagoweschtschensk (III)                | 0:0 n. V. (7:6 i. E.) | Okean Nachodka (III)                |
| 00000000000Zone Zentrum         |                                              |                       |                                     |
| 14.05.2006                      | Spartak Luchowizy (III)                      | 1:0 n. V.             | Swesda Serpuchow (III)              |
| 14.05.2006                      | FK Rjasan-Agrokomplekt (III)                 | 0:1                   | FK Lobnja-Alla (III)                |
| 14.05.2006                      | Mordowija Saransk (III)                      | 2:1                   | Metallurg Lipezk (III)              |
| 14.05.2006                      | Lokomotive Liski (III)                       | 1:1 n. V. (3:4 i. E.) | Spartek MSchK Rjasan (III)          |
| 00000000000Zone Ural-Powolschje |                                              |                       |                                     |
| 18.05.2006                      | SOJUS-Gasprom Ischewsk (III)                 | 3:0                   | FK Tjumen (III)                     |
| 18.05.2006                      | Rubin-2 Kasan (III)                          | 0:1                   | Alnas Almetjewsk (III)              |
| 18.05.2006                      | Nosta Nowotroizk (III)                       | 0:0 n. V. (3:2 i. E.) | FK Junit Samara (III)               |
| 18.05.2006                      | Dynamo Kirow (III)                           | 1:1 n. V. (8:7 i. E.) | Wolga Nischni Nowgorod (III)        |
| 00000000000Zone West            |                                              |                       |                                     |
| 29.05.2006                      | Wolotschanin-Ratmir Wyschni Wolotschok (III) | 0:1                   | Zenit-2 St. Petersburg (III)        |
| 29.05.2006                      | Sportakademklub Moskau (III)                 | 0:2                   | Torpedo Wladimir (III)              |
| 29.05.2006                      | FK Reutow (III)                              | 0:3                   | Nara-Desna Naro-Fominsk (III)       |
| 29.05.2006                      | Dynamo Wologda (III)                         | 3:1                   | Fortuna Mytischtschi (III)          |

## 3. Runde
Teilnehmer: Die 20 Sieger der zweiten Runde.
| Datum                           |                                     | Ergebnis              |                               |
| ------------------------------- | ----------------------------------- | --------------------- | ----------------------------- |
| 00000000000Zone Ost             |                                     |                       |                               |
| 31.05.2006                      | Metallurg-Kusbass Nowokusnezk (III) | 3:1                   | Irtysch-1946 Omsk (III)       |
| 31.05.2006                      | FK Tschita (III)                    | 3:1                   | Amur Blagoweschtschensk (III) |
| 00000000000Zone Ural-Powolschje |                                     |                       |                               |
| 02.06.2006                      | SOJUS-Gasprom Ischewsk (III)        | 1:3                   | Nosta Nowotroizk (III)        |
| 02.06.2006                      | Dynamo Kirow (III)                  | 1:1 n. V. (5:3 i. E.) | Alnas Almetjewsk (III)        |
| 00000000000Zone Zentrum         |                                     |                       |                               |
| 04.06.2006                      | FK Spartak-MSK Rjasan (III)         | 1:1 n. V. (3:4 i. E.) | Mordowija Saransk (III)       |
| 04.06.2006                      | Spartak Luchowizy (III)             | 1:1 n. V. (3:5 i. E.) | FK Lobnja-Alla (III)          |
| 00000000000Zone Süd             |                                     |                       |                               |
| 05.06.2006                      | Olimpija Wolgograd (III)            | 3:2                   | Spartak Wladikawkas (III)     |
| 05.06.2006                      | FK Krasnodar-2000 (III)             | 2:4                   | Spartak-UGP Anapa (III)       |
| 00000000000Zone West            |                                     |                       |                               |
| 08.06.2006                      | Zenit-2 St. Petersburg (III)        | 3:0                   | Dynamo Wologda (III)          |
| 08.06.2006                      | Torpedo Wladimir (III)              | 1:0 n. V.             | Nara-Desna Naro-Fominsk (III) |

## 4. Runde
Teilnehmer: Die 10 Sieger der dritten Runde und die 22 Vereine der 1. Division.
| Datum      |                                  | Ergebnis              |                                     |
| ---------- | -------------------------------- | --------------------- | ----------------------------------- |
| 21.06.2006 | Zenit-2 St. Petersburg (III)     | 2:2 n. V. (4:2 i. E.) | Torpedo Wladimir (III)              |
| 21.06.2006 | Spartak-UGP Anapa (III)          | 3:5                   | Terek Grosny (II)                   |
| 21.06.2006 | Spartak Nischni Nowgorod (II)    | 1:0                   | KAMAS Nabereschnyje Tschelny (II)   |
| 21.06.2006 | FK Sibir Nowosibirsk (II)        | 2:0                   | Sodowik Sterlitamak (II)            |
| 21.06.2006 | FK Saljut-Energija Belgorod (II) | 0:1                   | Kuban Krasnodar (III)               |
| 21.06.2006 | Olimpija Wolgograd (III)         | 1:4                   | Dynamo Machatschkala (II)           |
| 21.06.2006 | Nosta Nowotroizk (III)           | 1:2                   | Ural Jekaterinburg (II)             |
| 21.06.2006 | Mordowija Saransk (III)          | 2:0                   | Awangard Kursk (II)                 |
| 21.06.2006 | Metallurg Krasnojarsk (II)       | 1:0                   | SKA-Energija Chabarowsk (II)        |
| 21.06.2006 | Maschuk-KMW Pjatigorsk (II)      | 1:2                   | Anguscht Nasran (II)                |
| 21.06.2006 | FK Lobnja-Alla (III)             | 0:1                   | Dynamo Brjansk (II)                 |
| 21.06.2006 | FK Chimki (II)                   | 3:2                   | Baltika Kaliningrad (II)            |
| 21.06.2006 | FK Tschita (III)                 | 0:0 n. V. (3:0 i. E.) | Metallurg-Kusbass Nowokusnezk (III) |
| 21.06.2006 | Fakel Woronesch (II)             | 2:0                   | FK Orjol (II)                       |
| 21.06.2006 | Dynamo Kirow (III)               | 2:0                   | FK Lada Toljatti (II)               |
| 21.06.2006 | Anschi Machatschkala (II)        | 2:0                   | Wolgar-Gasprom Astrachan (II)       |

## 5. Runde
Teilnehmer: Die 16 Sieger der vierten Runde, sowie die 16 Erstligisten.
| Datum             |                               | Gesamt    |                                 | Hinspiel | Rückspiel |
| ----------------- | ----------------------------- | --------- | ------------------------------- | -------- | --------- |
| 02.07./09.09.2006 | Zenit-2 St. Petersburg (III)  | 0:5       | Rubin Kasan (I)                 | 0:2      | 0:3       |
| 02.07./19.09.2006 | Fakel Woronesch (II)          | 1:3       | Torpedo Moskau (I)              | 0:0      | 1:3       |
| 02.07./20.09.2006 | Ural Jekaterinburg (II)       | 2:3       | Spartak Moskau (I)              | 2:2      | 0:1       |
| 02.07./20.09.2006 | Terek Grosny (II)             | 4:5       | FK Moskau (I)                   | 4:1      | 0:4       |
| 02.07./20.09.2006 | Spartak Nischni Nowgorod (II) | 1:5       | Dynamo Moskau (I)               | 1:3      | 0:2       |
| 02.07./20.09.2006 | Spartak Naltschik (I)         | 1:3       | FK Sibir Nowosibirsk (II)       | 1:1      | 0:2       |
| 02.07./20.09.2006 | Saturn Ramenskoje (I)         | 6:2       | Metallurg Krasnojarsk (II)      | 4:1      | 2:1       |
| 02.07./20.09.2006 | Lokomotive Moskau (I)         | 5:3       | Anschi Machatschkala (II)       | 4:2      | 1:1       |
| 02.07./20.09.2006 | Krylja Sowetow Samara (I)     | 5:2       | Kuban Krasnodar (II)            | 1:1      | 4:1       |
| 02.07./20.09.2006 | FK Chimki (II)                | 1:2       | FK Rostow (I)                   | 0:2      | 1:0       |
| 02.07./20.09.2006 | FK Tschita (III)              | 2:4       | Zenit St. Petersburg (I)        | 1:2      | 1:2       |
| 02.07./20.09.2006 | Dynamo Machatschkala (II)     | 4:3       | Lutsch-Energija Wladiwostok (I) | 4:0      | 0:3       |
| 02.07./20.09.2006 | Dynamo Kirow (III)            | 1:6       | Tom Tomsk (I)                   | 0:4      | 1:2       |
| 02.07./20.09.2006 | Dynamo Brjansk (II)           | (a)3:3(a) | Schinnik Jaroslawl (I)          | 2:0      | 1:3       |
| 02.07./20.09.2006 | ZSKA Moskau (I)               | 4:1       | Mordowija Saransk (III)         | 4:0      | 0:1       |
| 02.07./20.09.2006 | Amkar Perm (I)                | 5:1       | Anguscht Nasran (II)            | 3:0      | 2:1       |

## Achtelfinale
Teilnehmer: Die 16 Sieger der fünften Runde.
| Datum             |                             | Gesamt |                           | Hinspiel | Rückspiel |
| ----------------- | --------------------------- | ------ | ------------------------- | -------- | --------- |
| 18.02./26.02.2007 | ZSKA Moskau (I)             | 0:2    | Krylja Sowetow Samara (I) | 0:0      | 0:2       |
| 18.02./26.02.2007 | Spartak Moskau (I)          | 4:1    | FK Sibir Nowosibirsk (II) | 1:0      | 3:1       |
| 26.02./04.03.2007 | FK Moskau (I)               | 6:2    | Amkar Perm (I)            | 3:0      | 3:2       |
| 04.03./07.03.2007 | FK Rostow (I)               | 4:1    | Rubin Kasan (I)           | 3:1      | 1:0       |
| 04.03./07.03.2007 | Torpedo Moskau (I)          | 0:1    | Dynamo Brjansk (II)       | 0:1      | 0:0       |
| 04.03./14.03.2007 | Dynamo Moskau (I)           | 2:1    | Tom Tomsk (I)             | 2:0      | 0:1       |
| 04.03./14.03.2007 | Zenit St. Petersburg (I)    | 2:1    | Saturn Ramenskoje (I)     | 1:0      | 1:1       |
| 07.03./14.03.2007 | Dynamo Machatschkala (II) 1 | -:-    | Lokomotive Moskau (I)     | -:-      | -:-       |

## Viertelfinale
| Datum          |                          | Gesamt |                           | Hinspiel | Rückspiel |
| -------------- | ------------------------ | ------ | ------------------------- | -------- | --------- |
| 04./18.04.2007 | FK Rostow (I)            | 1:2    | Dynamo Brjansk (II)       | 1:2      | 0:0       |
| 04./18.04.2007 | Dynamo Moskau (I)        | 1:4    | Lokomotive Moskau (I)     | 1:0      | 0:4       |
| 04./18.04.2007 | FK Moskau (I)            | 5:2    | Krylja Sowetow Samara (I) | 3:2      | 2:0       |
| 04./18.04.2007 | Zenit St. Petersburg (I) | 2:3    | Spartak Moskau (I)        | 1:2      | 1:1       |

## Halbfinale
| Datum          |                       | Gesamt |                    | Hinspiel | Rückspiel |
| -------------- | --------------------- | ------ | ------------------ | -------- | --------- |
| 02./09.05.2007 | Dynamo Brjansk (II)   | 1:2    | FK Moskau (I)      | 1:1      | 0:1       |
| 02./09.05.2007 | Lokomotive Moskau (I) | 5:1    | Spartak Moskau (I) | 3:0      | 2:1       |

## Finale
| Paarung           | FK Moskau – Lokomotive Moskau |
| Ergebnis          | 1:0 n. V. |
| Datum             | 27. Mai 2007 |
| Stadion           | Olympiastadion Luschniki, Moskau |
| Zuschauer         | 45.000 |
| Schiedsrichter    | Juri Baskakow |
| Tore              | 0:1 Garry O’Connor (103.) |
| FK Moskau         | Juryj Schaunou – Dmitri Godunok, Pablo Barrientos, Oleg Kusmin, Radu Rebeja (106. Dmitri Golubow) – Pjotr Bystrow, Kirill Nababkin, Mariusz Jop, Sergei Semak (46. Stanislav Ivanov) – Héctor Bracamonte, (76. Tomáš Čížek), Roman Adamow Cheftrainer: Leonid Sluzki |
| Lokomotive Moskau | Eldin Jakupović – Roman Konzedalow (62. Garry O’Connor), Sergei Jefimow, Rodolfo, Emir Spahić – Branislav Ivanović, Dinijar Biljaletdinow, Sjarhej Hurenka, Alexander Samedow (110. Fininho) – Dmitri Loskow , Roman Adamow Cheftrainer: Anatoli Byschowez           |
| Gelbe Karten      | Pablo Barrientos, Mariusz Jop – Sergei Jefimow, Dmitri Loskow |